# Ækte vare (film)
 For alternative betydninger, se Ækte vare. (Se også artikler, som begynder med Ækte vare)
Ækte vare er en film instrueret af Fenar Ahmad efter manuskript af Anders Ølholm.

## Handling
Mikael er vokset op i Brøndby Strand. Sammen med Tariq, Samir og Eddy har han en drøm om at leve af at rappe og lave musik. De er et sammentømret crew, som holder sammen og forsvarer hinanden for enhver pris. Mikael er gruppens talent, og mere seriøs end de andre. Det får den ældre etablerede rapper, Apollo, øje på. Han har brug for hjælp til et comeback og hyrer Mikael til at skrive sine sange. Mens Apollo præsenterer Mikael for musikverdens søde liv med fester, damer og tours, begynder vennerne at betvivle Mikaels loyalitet. Samtidig begynder Apollo at forstå, at Mikaels talent er langt større end hans eget - og Apollo er på ingen måde interesseret i at lade Mikael træde i forgrunden. Men ægte talent er svært at holde nede og opgøret er uundgåeligt.

## Modtagelse
Soundvenues anmelder, Jacob Ludvigsen, gav filmen fire ud af seks mulige stjerner, hvilket Ekkos anmelder, Nikolaj Mangurten Rubin, også gav.